# Адміністративний устрій Мар'їнського району
Адміністративний устрій Мар'їнського району — адміністративно-територіальний поділ Мар'їнського району Донецької області на 3 міські ради, 2 селищні ради та 15 сільських рад, які об'єднують 58 населені пункти та підпорядковані Мар'їнській районній раді. Адміністративний центр — місто Мар'їнка.

## Список радМар'їнського району
| №  | Назва                           | Центр               | Населені пункти                                                                  | Площа км² | Місце за площею | Населення (2001), чол. | Місце за населенням |
| -- | ------------------------------- | ------------------- | -------------------------------------------------------------------------------- | --------- | --------------- | ---------------------- | ------------------- |
| 1  | Красногорівська міська рада     | м. Красногорівка    | м. Красногорівка                                                                 |           |                 |                        |                     |
| 2  | Курахівська міська рада         | м. Курахове         | м. Курахове смт Іллінка с-ще Острівське с-ще Старі Терни с. Степанівка           |           |                 |                        |                     |
| 3  | Мар'їнська міська рада          | м. Мар'їнка         | м. Мар'їнка с. Побєда                                                            |           |                 |                        |                     |
| 4  | Олександрівська селищна рада    | смт Олександрівка   | смт Олександрівка                                                                |           |                 |                        |                     |
| 5  | Старомихайлівська селищна рада  | смт Старомихайлівка | смт Старомихайлівка                                                              |           |                 |                        |                     |
| 6  | Богоявленська сільська рада     | с. Богоявленка      | с. Богоявленка                                                                   |           |                 |                        |                     |
| 7  | Галицинівська сільська рада     | с. Галицинівка      | с. Галицинівка с. Долинівка с. Карлівка с. Лісівка                               |           |                 |                        |                     |
| 8  | Дачненська сільська рада        | с. Дачне            | с. Дачне с. Гігант с. Дальнє с. Зеленівка с. Островського с. Сухі Яли с. Янтарне |           |                 |                        |                     |
| 9  | Єлизаветівська сільська рада    | с. Єлизаветівка     | с. Єлизаветівка с. Іллінка с. Романівка                                          |           |                 |                        |                     |
| 10 | Зорянська сільська рада         | с. Зоряне           | с. Зоряне с. Желанне Друге с. Желанне Перше с. Олександропіль                    |           |                 |                        |                     |
| 11 | Катеринівська сільська рада     | с. Катеринівка      | с. Катеринівка с. Антонівка                                                      |           |                 |                        |                     |
| 12 | Костянтинівська сільська рада   | с. Костянтинівка    | с. Костянтинівка                                                                 |           |                 |                        |                     |
| 13 | Луганська сільська рада         | с. Луганське        | с. Луганське с. Кремінець с. Сигнальне с. Славне                                 |           |                 |                        |                     |
| 14 | Максимільянівська сільська рада | с. Максимільянівка  | с. Максимільянівка с. Георгіївка                                                 |           |                 |                        |                     |
| 15 | Новомихайлівська сільська рада  | с. Новомихайлівка   | с. Новомихайлівка с. Парасковіївка                                               |           |                 |                        |                     |
| 16 | Новоселидівська сільська рада   | с. Новоселидівка    | с. Новоселидівка с. Вовченка с. Вознесенка с. Ізмайлівка с. Кремінна Балка       |           |                 |                        |                     |
| 17 | Новоукраїнська сільська рада    | с. Новоукраїнка     | с. Новоукраїнка с. Максимівка с. Пречистівка                                     |           |                 |                        |                     |
| 18 | Павлівська сільська рада        | с. Павлівка         | с. Павлівка                                                                      |           |                 |                        |                     |
| 19 | Степненська сільська рада       | с. Степне           | с. Степне с. Березове с. Водяне с. Солодке с. Тарамчук                           |           |                 |                        |                     |
| 20 | Успенівська сільська рада       | с. Успенівка        | с. Успенівка с. Веселий Гай с. Ганнівка с. Трудове                               |           |                 |                        |                     |